# Leland (Sänger)
Leland, Pseudonym von Brett McLaughlin (* 22. Juli 1991 in Biloxi, Mississippi), ist ein US-amerikanischer Elektropop-Sänger und Songwriter.

## Karriere
McLaughlin besuchte die Schule in Ocean Springs und trat dort während der High School in der Theatergruppe sowie mit der Brett McLaughlin Band erstmals öffentlich auf. Danach studierte er Musik an der Belmont University in Nashville. Schließlich wurde er 2010 von EMI Music Publishing (heute Teil von Sony/ATV Music Publishing) als Songwriter unter Vertrag genommen, während er in Los Angeles verschiedenen Gelegenheitsjobs nachging. 2015 gelang ihm ein erster Hit mit Hide Away für Daya. In diesem Jahr begann er auch eine längerfristige Zusammenarbeit mit Allie X sowie mit Troye Sivan.
Zur Show RuPaul’s Drag Race steuerte McLaughlin ebenso Musik bei wie zur Netflix-Produktion Sierra Burgess Is a Loser und zum Kinofilm Der verlorene Sohn (Revelation, gesungen von Troye Sivan und Jónsi). Weitere Interpreten seiner Songs umfassen Selena Gomez, BTS, Charli XCX, Sabrina Carpenter oder Kelsea Ballerini. 2017 debütierte McLaughlin unter dem Namen Leland auch als Sänger mit der Single Mattress. Anfang 2019 eröffnete er die Europa-Konzerte von Troye Sivan.